# جوایز برگزیده نوجوانان ۲۰۱۷
مراسم جوایز برگزیده نوجوانان ۲۰۱۷ در تاریخ ۱۳ اوت ۲۰۱۷ برگزار شد. این جوایز موفقیت‌های سال موسیقی، فیلم، تلویزیون، ورزش، مد، کمدی و اینترنت را جشن می‌گیرند و توسط بینندگان ساکن آمریکا، از ۱۳ سال به بالا از طریق سایت‌های مختلف رسانه‌های اجتماعی رای‌گیری می‌کنند. یک جشنواره موسیقی سه ساعته به نام «جشنواره نوجوانان» و به میزبانی جیک پال به‌طور انحصاری در یوتیوب پخش شد و برخی از این رویداد در هنگام پخش انتخاب نوجوانان ظاهر شد. مارون ۵ جایزه دهه آغازین را دریافت کرد. در طول نمایش، چندین چهره مشهور، از جمله ونسا هاجنز، زندایا و لورن هرگی از فیفت هارمونی، به سخنرانی پیامدهای گردهمایی اتحاد راست‌گرایان ۲۰۱۷ پرداختند و نوجوانان را تشویق کردند که علیه خشونت و نفرت صحبت کنند. این اولین مراسمی از سال ۲۰۰۲ است که میزبان در آن حضور ندارد.

## اجراکننده‌ها
| اجراکننده                                         | ترانه                          | منا.  |
| ------------------------------------------------- | ------------------------------ | ----- |
| کیلی و Lil Yachty                                 | "iSpy"                         |       |
| ریتا اورا                                         | "آهنگ تو"                      | [ ۴ ] |
| لوئیس تاملینسون، بی‌بی رکسا و Digital Farm Animals | "Back to You"                  | [ ۵ ] |
| PRETTYMUCH                                        | "Would You Mind"               |       |
| Cast of استار                                     | "Ain't Thinkin' 'Bout You"     |       |
| فرنچ مونتانا، سوئه لی & ری شرومرد                 | "Unforgettable" و "بیتلز سیاه" |       |
| کلین بندیت و سارا لارشن                           | "Rockabye" و «سمفونی»          | [ ۵ ] |